# Ковор
Ковор (словен. Kovor) је насељено место у општини Тржич, Горењска регија, Словенија.

## Историја
До територијалне реорганизације у Словенији био је у саставу старе општине Тржич.

## Становништво
У попису становништва из 2011. године, Ковор је имао 788 становника.
| Број становника према пописима | Број становника према пописима | Број становника према пописима |
| ------------------------------ | ------------------------------ | ------------------------------ |
| 1991                           | 2002                           | 2011                           |
| 653                            | 758                            | 788                            |

Напомена: Године 1988. умањено за део насеља који је припојен насељу Звирче.